# 前273年
| 千纪： | 前1千纪 |
| 世纪： | 前4世纪 \| 前3世纪 \| 前2世纪 |
| 年代： | 前300年代 \| 前290年代 \| 前280年代 \| 前270年代 \| 前260年代 \| 前250年代 \| 前240年代                                                       |
| 年份： | 前278年 \| 前277年 \| 前276年 \| 前275年 \| 前274年 \| 前273年 \| 前272年 \| 前271年 \| 前270年 \| 前269年 \| 前268年                         |
| 纪年： | 周赧王四十二年 魯頃公七年 齊襄王十一年 趙惠文王二十六年 魏安僖王四年 韓釐王二十三年 秦昭襄王三十四年 楚頃襄王二十六年 衛懷君二十年 燕惠王六年 |

## 大事记
- 秦國與魏國、趙國爆發華陽之戰，秦軍大勝，取魏國的卷縣、蔡陽和長社和趙國的觀津。[1]華陽之戰後，秦昭王派遣白起與韓、魏攻打楚國，被恰好出使秦國的春申君黃歇勸阻，派使臣與楚國締結盟約[2]。
- 韓釐王薨，子韓桓惠王立。

## 引文解釋
1. ↑  「資治通鑑」49.公元前278-273 周赧王三十七年至四十二年：趙人、魏人伐韓華陽。韓人告急於秦，秦昭襄王弗救。韓相國謂陳筮曰：「事急矣！願公雖病，為一宿之行。」陳筮如秦，見穰侯魏冉。穰侯曰：「事急乎？故使公來。」陳筮曰：「未急也。」穰侯怒曰：「何也？」陳筮曰：「彼韓急則將變而他從；以未急，故復來耳。」穰侯曰：「請發兵矣。」乃與武安君白起及客卿胡陽救韓，八日而至，敗魏軍於華陽之下，走芒卯，虜三將，斬首十三萬。武安君又與趙將賈偃戰，沈其卒二萬人於河。魏段干子請割南陽予秦以和。蘇代謂魏安釐王曰：「欲璽者，段干子也；欲地者，秦也。今王使欲地者制璽，欲璽者制地，魏地盡矣！夫以地事秦，猶抱薪救火，薪不盡，火不滅。」王曰：「是則然也。雖然，事始已行，不可更矣！」對曰：「夫博之所以貴梟者，便則食，不便則止。今何王之用智不如用梟也？」魏王不聽，卒以南陽為和，實修武。
2. ↑  韓、魏既服於秦，秦王將使武安君與韓、魏伐楚，未行，而楚使者黃歇至，聞之，畏秦乘勝一舉而滅楚也，乃上書曰：「臣聞物至則反，冬、夏是也；致至則危，累棋是也。今大國之地，遍天下有其二垂，此從生民已來，萬乘之地未嘗有也。先王三世不忘接地於齊，以絕從親之要。今王使盛橋守事於韓，盛橋以其地入秦，是王不用甲，不信威，而得百裡之地，王可謂能矣！王又舉甲而攻魏，杜大梁之門，舉河內，拔燕、酸棗、虛、桃，入邢，魏之兵雲翔而不敢救，王之功亦多矣！王休甲息眾，二年而後復之，又並蒲、衍、首、垣以臨仁、平丘，黃、濟陽嬰城而魏氏服。王又割濮磨之北，注齊、秦之要，絕楚、趙之脊，天下五合六聚而不敢救，王之威亦單矣！王若能保功守威，絀攻取之心，而肥仁義之地，使無後患，三王不足四，五伯不足六也！王若負人徒之眾，仗兵革之強，乘毀魏之威，而欲以力臣天下之主，臣恐其有後患也。《詩》曰：『靡不有初，鮮克有終。』《易》曰：『狐涉水，濡其尾。』此言始之易，終之難也。昔吳之信越也，從而伐齊，既勝齊人於艾陵，還為越禽於三江之浦。智氏之信韓、魏也，從而伐趙，攻晉陽城，勝有日矣，韓、魏叛之，殺智伯瑤於鑿台之下。今王妒楚之不毀，而忘毀楚之強韓、魏也，臣為王慮而不取也。夫楚國，援也；鄰國，敵也。今王信韓、魏之善王，此正吳之信越也，臣恐韓、魏卑辭除患而實欲欺大國也。何則王無重世之德於秦.韓、魏而有累世之怨焉。夫韓、魏父子兄弟接踵而死於秦者將十世矣，故韓、魏之不亡，秦社稷之憂也。今王資之與攻楚，不亦過乎！且攻楚將惡出兵？王將借路於仇讎之韓、魏乎？兵出之日而王憂其不反也。王若不借路於仇讎之韓、魏，必攻隨水右壤，此皆廣川、大水、山林、溪谷，不食之地。是王有毀楚之名而無得地之實也。且王攻楚之日，四國必悉起兵以應王。秦、楚之兵構而不離；魏氏將出而攻留、方輿、銍、湖陵、碭、蕭、相，故宋必盡；齊人南面攻楚，泗上必舉。此皆平原四達膏腴之地。如此，則天下之國莫強於齊、魏矣。臣為王慮，莫若善楚。秦、楚合而為一以臨韓，韓必斂手而朝；王施以東山之險，帶以曲河之利，韓必為關內之侯。若是而王以十萬戍鄭，梁氏寒心，許、鄢陵嬰城而上蔡、召陵不往來也。如此，魏亦關內侯矣。王壹善楚而關內兩萬乘之主注地於齊，齊右壤可拱手而取也。王之地一經兩海，要約天下，是燕、趙無齊、楚，齊、楚無燕、趙也。然後危動燕、趙，直搖齊、楚，此四國者不待痛而矣。」王從之，止武安君而謝韓、魏，使黃歇歸，約親於楚。

## 逝世
- 韓釐王，又作韓僖王，韓襄王之子，名咎。